# Rockin' Dopsie
Alton Rubin dit Rockin' Dopsie (10 février 1932 - 26 août 1993) est un accordéoniste et chanteur de Zydeco américain né à Carencro, Louisiane.
Il a été l'un des principaux joueur d'accordéon et leader de la musique Zydeco et a notamment collaboré avec Bob Dylan et Paul Simon.
Sa langue maternelle était le créole louisianais.
D'abord apprécié en Europe, il n'a connu le succès aux États-Unis que plus tard.
Depuis sa mort par arrêt cardiaque, son groupe continue, mené par Rockin' Dopsie Jr., son fils accordéoniste, chanteur et joueur de planche à laver.

## Discographie
- Saturday night Zydeco (Maison de Soul)
- Rockin'Dopsie & The twisters (Rounder)
- Zy-de-Co-in' (Gazell)